# Бедевля
Беде́вля — село в Україні, центр Бедевлянської сільської громади Тячівського району Закарпатській області.

## Історія
Засноване в 1225 році. Перша згадка про село в історичних пам'ятках відноситься до ХІІІ ст. Назва вперше згадується в 1336 році як Bedeuhaza, коли король Угорщини Карл I Роберт подарував ці землі родині Драга герб Сас (Драгффі). Румунський філолог та історик-славіст Іоан Богдан вважав, що саме знаменитий воєвода Драгош з Бедевля, за легендою заснування Молдавії, звідси розпочав полювання на тура і був першим виборним правителем нової марки, Молдавії, у складі Угорського королівства. Вельми імовірно, що з кенезького листа й почалось заселення околиць Бедевлі і, власне, історія села. Легенда, яка дожила до наших часів повідомляє, що воно було засноване чоловіком на ім'я Бедевіл. Цей чоловік якраз і був романського походження. Перші помешкання жителів зводились в урочищах «Котелеб» і «Дубник», котрі зберегли свої назви й потепер. Річка в ті часи протікала з півночі від першопоселення по теперішній вулиці Волошина. Поскільки Тиса, змінюючи своє річище, наступала на село, то мешканці змушені були шукати більш придатні для побудови хат і для проживання місця. Природним виявився вибір для цього підвищення під назвою Руня.
За легендою, записаною зі слів Андрія Андрієвича Маханця, уродженця Бедевлі, у давні часи в селі існував монастир. Від нього збереглись руїни старої церкви XVII ст. і залишки підземного ходу, котрий веде від скелі Голиці до хребта Берда. Монастир був спалений під час татарського набігу.
Джерела з історії Угорщини ХІ-ХІІІ ст. засвідчують наявність різних категорій сільського населення. Тому нам важливо встановити, до якої ж категорії належали мешканці тодішньої Бедевлі. Відомо, що німецькі колоністи, з-проміж інших районів Закарпаття, оселялись також і басейнах річок Тиси, Тересви, Тереблі. В Солотвині та Сигеті вони безпосередньо долучались до видобутку солі. Особливістю соціальної структури Мараморощини був доволі чисельний прошарок дрібного служилого дворянства — немешів, або, як їх звуть в Бедевлі «нямишів». Цей прошарок поповнювався за рахунок кенезів.
В Бедевлі до родин немешів відносились Маркуші, Тиводари, Дебичі, Банки, Вайнагії. На правому березі Тиси бокораші зупиняли свої плоти для відпочинку. Це місце і до цього часу бедевляни називають Портош. На цьому місці знаходилась переправа через річку, котру обслуговував звізник. Знаходився там також водяний млин, котрим володіла родина Маркушів. Видобували біля села також низькоякісну болотяну залізну руду, яку перевозили на залізоробну мануфактуру до Кобилецької Поляни.

## Символіка

### Герб
У золотому щиті з опуклою зеленою базою, обтяженою двома золотими протиставленими квітками, поверх всього зелена яблуня з таким же листям і червоними плодами, яка супроводжується з обох боків червоними співоберненими: праворуч - повсталим гірським козлом, ліворуч - білкою, яка сидить.

### Прапор
На прямокутному блакитному полотнищі прапора із співвідношенням сторін 2:3 зелений пагорб, увінчаний жовтою короною з двома жовтими квітками, що виходять з неї. Зверху та з боків по одній жовтій п'ятикутній зірці.

## Населення
За останнім переписом (2001), кількість населення становить 5423 осіб. Густота населення — 1342,46 осіб/км.

### Мова
Розподіл населення за рідною мовою за даними перепису 2001 року:
| Мова       | Кількість | Відсоток |
| ---------- | --------- | -------- |
| українська | 3930      | 98.97 %  |
| російська  | 30        | 0.76 %   |
| угорська   | 5         | 0.13 %   |
| румунська  | 4         | 0.10 %   |
| білоруська | 2         | 0.04 %   |
| Усього     | 3971      | 100 %    |

## Географія
Особливості природно-географічних умов визначаються гірським рельєфом — висота місцевості над рівнем моря становить 240—260 метрів.
Село розташоване у межиріччі Тересви та Тиси, на правому березі останньої. Неподалік протікають притоки Ріки — Глинянський та Монастирський, та Брусний, що впадає в Тячівець (притоку Тиси).

### Клімат
Клімат — помірно континентальний, з вираженою зональністю. Середня січнева температура — 10-12° нижче нуля, липнева — + 18-24°. Коефіцієнт зволоження — вище одиниці. Найбільше опадів — весною у березні та восени в листопаді. Зима, як для передгір'я, настає на Тячівщині в третій декаді листопада і триває до початку березня. Тривалість літнього сезону, у середньому, 130 днів — з першої декади травня до середини вересня.

### Природні ресурси
Головними природними ресурсами в околицях села Бедевлі є будівельні матеріали — камінь, глина. Для будівництва використовувалось ріння з річища Тиси. Не так вже й далеко розміщуються відомі з часів середньовіччя поклади солотвинської солі. В лісах водяться вовки, лисиці, зайці, кабани, козулі. Чимало різних птахів. Залітають сюди й великі яструби — вороги свійської птиці селян.
Ґрунти — бурі, гірсько-лісові, щебенисті із слабким гумусовим шаром. Придатної для рільництва землі мало. В середньовіччя місцевість була вкрита пралісами. Тому не випадково місцеве населення вельми працелюбне, адже селянин добре знав, що земля дасть врожай лише після ретельної її обробки та угноєння.

## Господарство
Землі, що перебувають в управлінні сільради використовуються здебільшого для садівництва (1277 га). 615 гектарів земель відведено під окультурені пасовища, 240 — під сінокоси, 380 гектарів становить рілля, переважно сади і городи, адже зернові культури не можуть культивуватись у такій гірсько-кліматичній зоні. Головними заняттями населення Бедевлі є землеробство, передусім садівництво і городництво та розведення худоби. До районного центру Тячева — 7 кілометрів. Транспортна інфраструктура така: через село проходить шосе Ужгород-Ясіня та залізнична колія до Солотвина.

## Мікротопоніми
Навколо села є багато урочищ, назви яких пов'язані з певними особливостями їх розташування, природними прикметами, землеволодіннями господарів або історичними подіями. Мова йде про урочища Заріка, Старе Село, Ледяниця, Говди, Ровінь, Ліщани, Дякущина, Горби, Монастир, Верхній Заверб, Цвітниковате. Гірська вершина поблизу села зветься Полонинкою.

## Присілки
Монастир
Монастир — колишнє село в Україні, в Закарпатській області.
Обєднане з селом Бедевля
Згадки: 1390: Monostor , 1804: Monoster, Kloster, 1888: Monostor ad Bedő, 1898: Manasztér, 1907: Bedőmonostor, 1913: Bedőmonostor , 1925: Monastýr, 1944: Bedőmonostor.

## Храми

### Храм св. арх. Михайла. 1838.
Старожили розповідають одну легенду, яка була пов'язана з церквою, що знаходилась на території Старого Села і стосується саме першої половини ХІХ ст. На цій церкві був басовитий дзвін, що сповіщав людям про події в селі: про початок богослужіння, поховання, про насування якогось лиха. Після переселення із Старого Села бедевляни почали шукати місце для побудови нової кам'яної церкви. Таке місце було визначене і в 1811 р. почалося будівництво. Але дзвін залишався на церкві Старого Села. Селяни вирішити перевезти таку цінну реліквію до місця спорудження нової церкви. Перевозили дзвін на човні через Тису в її старій течії, котра замулювалась з утворенням багнюк і трясовин. Несподівано човен хитнувся під тягарем дзвона і той впав у трясовину. Витягнути його вже не вдалося. Побутує повір'я, що на свята Паски та Різдва Христового чути мелодійний звук, що доноситься з глибини трясовини. Похований дзвін дзвонить рівно опівночі. Нова церква будувалась доволі довго, але показово, що була зведена руками умільців-селян. У плані за формою вона нагадує хрест. В 1838 р. будівництво було закінчене і церкву освятили за греко-католицьким обрядом, давши ім'я св. Михаїла.
У 1435 р. згадують парохіяльну церкву св. Миколи. У 1751 р. згадано дерев'яну церкву св. Миколи, поставлену після занепаду попередньої, ще цілком не вкриту шинґлами, прикрашену маленькими образами. У 1801 р. також ішлося про дерев'яну церкву. Розповідають, що стара церква часто потерпала від повеней і тому нову імпозантну муровану церкву поставили на іншому місці, а місце старої позначає хрест. У селі вважають, що до спорудження був причетний майстер Даруда з Кам'янського, а турню будував майстер з Відня. Спочатку дахи були вкриті шинґлами, але дерев'яне покриття згоріло під час бурі, і церкву вкрили бляхою. На кам'яній арці вхідних дверей зберігся латинський напис: «IS ТА AEDES P. XIELSI ЕТ PORTA AETERNAE VITAE ВЕАТО OFFERTUR | TUTOR MICHAELI. INSIGNI PIETATE PASTORIS ЕТ PROBI GREGIS. 1838». Біля церкви стоїть мурована капличка 1936 р. та кам'яні хрести на могилах священиків. Територію церкви обнесено кам'яним муром з 14 капличками — етапами Хресної дороги. У радянський період місцевий парох Георгій Еґреші був ув'язнений у сталінських концтаборах. Церкву закрили, оголосили аварійною і 1 жовтня 1960 р. зняли з реєстрації діючих церков. Певний час люди молилися в церкві нелегально, але в середині 1980-х у приміщенні влаштували музей, старий іконостас знищили.
Свято-Іоанно-Предтеченський чоловічий монастир

### Свято-Іоанно-Предтеченський чоловічий монастир
Старий бедевлянський монастир заснував 1719 р. Федір Дубанович. Селяни допомогли йому збудувати церкву, на дверях якої вирізали дату — 1719 р. У документах 1756 р. згадується церква «добр украшена и вся внутр помалевана». Цю дерев'яну церкву з мальованим іконостасом, престолом і трьома дзвонами згадано в 1788 р. Збереглися дарчі грамоти з 1742 p., що засвідчили дарування монастиреві землі від Андраша Томашового і Юри Марковича. Монастир розташований неподалік від села Бедевля, на пагорбі, з якого відкривається чудовий краєвид на Тячів і околиці. Історія заснування Свято-Іоанно-Предтеченського чоловічого монастиря свідчить про те, що він був відкритий трудами і стараннями ієромонаха Боголіпа (Церковника). Після Першої Світової війни о. Боголіп, у сані ієромонаха, повернувся з Росії у с. Бедевлю, де його було призначено сільським священиком. Через декілька років після цього жителі с. Дубового, разом зі своїм настоятелем храму ієромонахом Миколаєм (Мадяром), вирішили відкрити у своєму селі чоловічий монастир. Отець Боголіп схвалив цю ідею та отримав від архієпископа Савватія благословення на будівництво, яке ропочалось у 1925 році. До осені наступного 1926 р. було збудовано невеличку церкву, яку освятив владика Савватій. У 1927 р. був збудований дерев'яний корпус на 14 келій та господарчі приміщення. Отець Боголіп звернувся до нового правлячого архієрея єпископа Дамаскіна з проханням звільнити його з посади настоятеля приходського храму в с. Бедевля та зарахувати його в число братії скита у Дубовому. Але владика звелів перевести скит із Дубового в Бедевлю і благословив ієром. Боголіпу шукати в Бедевлі місце під майбутній монастир. Таке місце було знайдене за два кілометри на північний захід від села, в урочищі «Горби». До 1928 р. на вибраному місці було споруджено невеличкий житловий будинок, у якому розміщалися келії та домова церква, після чого всі насельники скита у Дубовому були переселені в монастир у Бедевлю. У 1940 р., з благословіння єпископа Володимира, архімандрит Боголіп разом з ієромонахом Інокентієм (Чопиком) перевезли з Дубового монастирський храм. Також було збудовано ще один житловий корпус для братії, котрих на той час налічувалось 12 чоловік. У післявоєнні роки, 1955 року, з допомогою державної влади, монастир у Бедевлі було реформовано з чоловічого на жіночий — монахів розіслано по парафіях, а туди поселили черниць. 1963 року владними структурами монастир, як і багато інших, було закрито. Лише восени 1991 р., трудами колишньої насельниці монахині Віри (Молнар) цей монастир було знову відкрито як жіночий. Весною 1992 р., з благословення правлячого архієрея єпископа Євфимія (Шутака), було вирішено відкрити у Тячівському районі чоловічий монастир. І в 3-тю неділю по П'ятдесятниці з Свято-Троїцького чоловічого монастиря м. Хуст-Городилово в Бедевлю було направлено п'ятеро насельників (ієром. Іов (Стець), ієром. Симеон (Голубка), ієродияк. Митрофан (Шимон), та двох послушників). Того ж року, рішенням Священного Синоду УПЦ, намісником монастиря було затверджено ієром. Іова (Стеця). У 1992 році на свято Усікновення глави Іоанна Хрестителя єпископ Євфимій освятив фундамент під велику церкву в ім'я хрестителя Господнього Іоанна. Восени 1993 р. було розпочато будівництво, а на свято Різдва Іоанна Предтечі 1994 р., єпископом Євфимієм був освячений престол і церква на честь Почаївської ікони Божої Матері.
1995 року почали зводити куполи великого храму, і перша Божественна літургія, яку очолив єпископ Агапіт (Бевцик), була відслужена в 1999 р. в день пам'яті Усікновення глави Іоанна Хрестителя. А 5 серпня 2001 року, на свято Почаївської ікони Божої Матері, єпископ Хустський і Виноградівський Іоанн (Сіопко) освятив престол і великий храм в ім'я Іоанна Хрестителя. У монастирі знаходяться шановані благодатні ікони: «Почаївська», «Всіх скорботних Радість», св.мч. Трифона, Іоанна Хрестителя зі святими мощами тощо.

## Відомі люди
- Вайнагій Іван Васильович — український ботанік.
- Драгош I[джерело?]
- Маркусь Василь (*27 грудня 1922) — український науковець, публіцист, журналіст, громадський діяч української діаспори в США.
- Тиводар Михайло Петрович — доктор історичних наук, професор Ужгородського національного університету, автор праць «Етнологія» та «Етнографія Закарпаття».
- Тиводар Богдан Михайлович — генерал СБУ.
- Сергій Демченко — солдат ЗСУ, загинув захищаючи Україну на Луганському напрямку в 2023 р.[3]
- Шуфрич Едуард Золтанович (1969—2022) — молодший сержант Збройних сил України, учасник російсько-української війни. Член УНА-УНСО, учасник Помаранчевої революції.

## Туристичні місця
- у давні часи в селі існував монастир. Від нього збереглись руїни старої церкви XVII ст. і залишки підземного ходу, котрий веде від скелі Голиці до хребта Берда.
- Портош (бокораші зупиняли свої плоти для відпочинку);
- родовище  болотяної залізної руди;
- Храм св. арх. Михайла. 1838;
- Свято-Іоанно-Предтеченський чоловічий монастир;
- колишня синагога і єврейське кладовище.

## Галерея

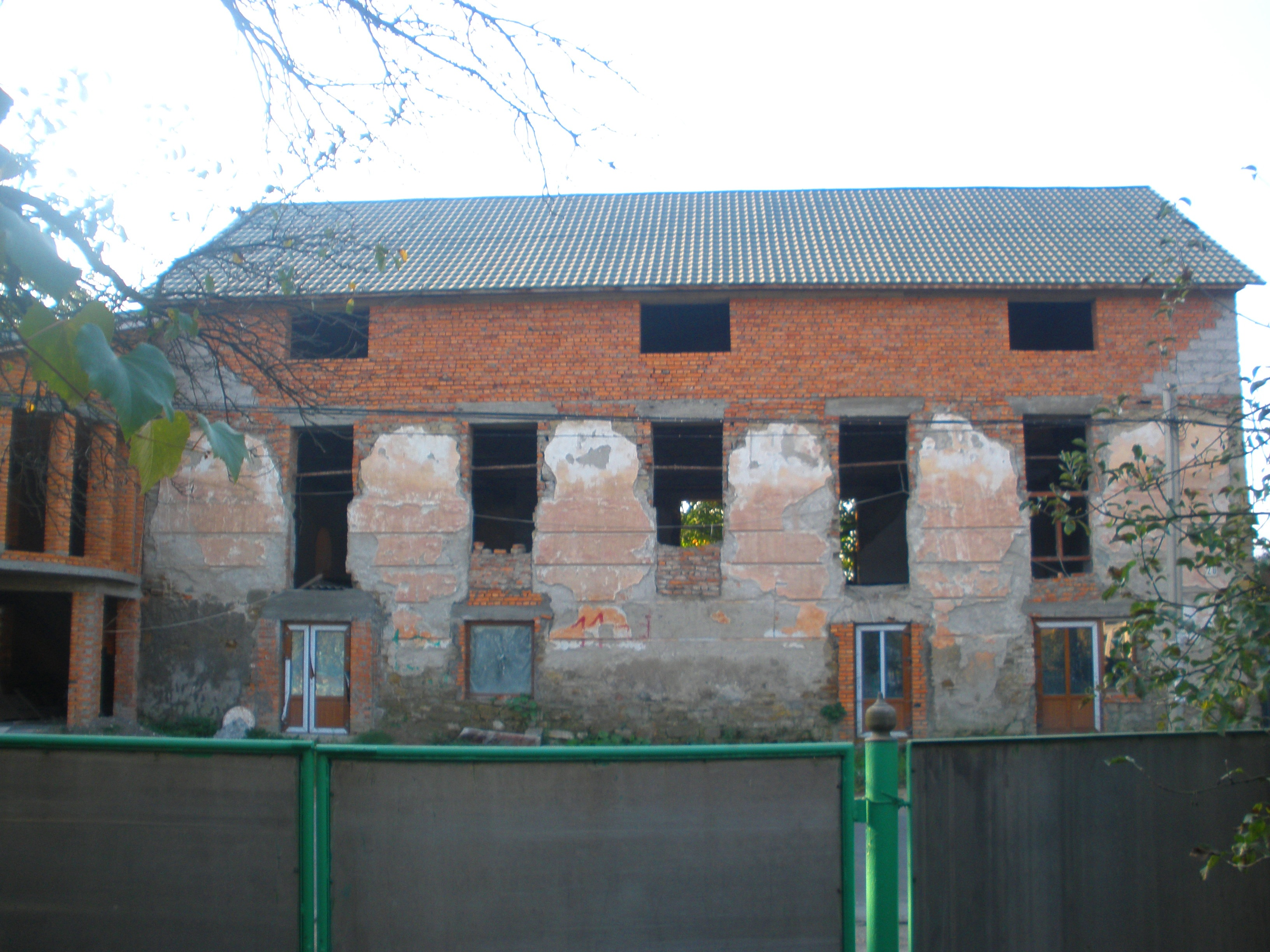
Колишня синагога
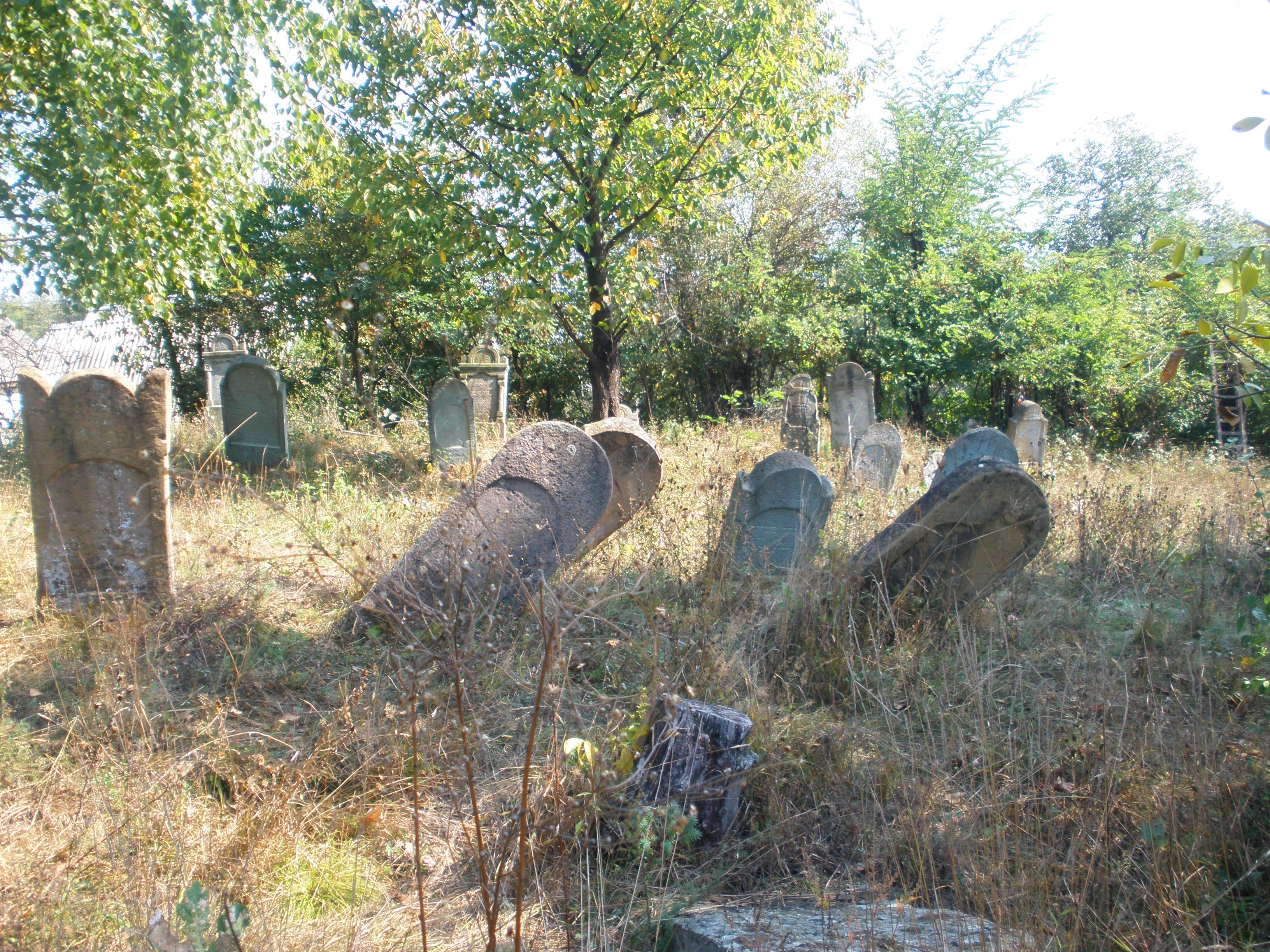
Єврейське кладовище в Бедевлі